# Dřínov (district de Kroměříž)
Pour les articles homonymes, voir Dřínov.
Dřínov (en allemand : Drzinow) est une commune du district de Kroměříž, dans la région de Zlín, en Tchéquie. Sa population s'élevait à 434 habitants en 2025.

## Géographie
Dřínov se trouve à 13 km à l'ouest de Kroměříž, à 33 km à l'ouest-nord-ouest de Zlín, à 47 km à l'est-nord-est de Brno et à 220 km à l'est-sud-est de Prague.
La commune est limitée par Pavlovice u Kojetína, Srbce et Vitčice au nord, par Věžky à l'est, par Lutopecny, Zborovice et Počenice-Tetětice au sud, et par Uhřice à l'ouest.

## Histoire
La première mention écrite du village date de 1348.

## Transports
Par la route, Dřínov se trouve à 14 km de Kroměříž, à 47 km de Zlín, à 54 km de Brno et à 260 km de Prague.